# Ivanhoe Lo Bello
Ivanhoe Lo Bello detto Ivan (Catania, 21 gennaio 1963 – Catania, 28 maggio 2025) è stato un imprenditore e banchiere italiano.

## Biografia
Diplomatosi al Liceo Classico «T. Gargallo» di Siracusa, Ivanhoe Lo Bello conseguì la laurea in giurisprudenza all'Università di Catania ed esercitò la professione di avvocato. Fu socio dell'azienda «Lo Bello Fosfovit srl», con sede a Siracusa, fondata dal nonno omonimo e attiva nella produzione di prodotti dietetici per l'infanzia, di cui fu presidente e amministratore.
Nel corso della sua carriera Lo Bello ricoprì incarichi di rilievo in ambito imprenditoriale e finanziario. Nel 1998, a soli 35 anni, fu nominato consigliere di amministrazione del Banco di Sicilia S.p.A. (poi Gruppo Unicredit) – sotto l'influenza del presidente della Giunta regionale siciliana Giuseppe Provenzano di Forza Italia – per poi divenirne vicepresidente nel gennaio 2008 e presidente nell'aprile dello stesso anno, mantenendo la carica fino al 2010, anno in cui il Banco di Sicilia fu incorporato da Unicredit.
In ambito associativo fu presidente dell'Associazione degli Industriali della Provincia di Siracusa dal 1999 al 2005 e presidente di Confindustria Sicilia da ottobre 2006 ad aprile 2012, lanciando nell'agosto 2007 un'iniziativa contro il fenomeno del pizzo. Presiedette inoltre Sicindustria per due mandati fino all'aprile 2012. Dal luglio 2005 fu presidente della Camera di Commercio di Siracusa e dal settembre 2006 fece parte dell'Ufficio di presidenza e ricoprì la carica di vicepresidente di Unioncamere, di cui divenne presidente il 22 giugno 2015.
Ulteriori incarichi inclusero: consigliere della filiale di Siracusa della Banca d'Italia (aprile 2004 - gennaio 2008), componente del Consiglio di Amministrazione e del Comitato di Presidenza di CIVITA, componente del Direttivo di Confindustria (da giugno 2008), Lead Independent Director di Luxottica Group S.p.A. (aprile 2009 - aprile 2012), componente del CdA della Fondazione Censis (da settembre 2010), presidente di Unicredit Leasing S.p.A. (da dicembre 2010), presidente del consiglio di territorio della Sicilia di Unicredit S.p.A. (marzo 2011 - marzo 2015), vicepresidente di Confindustria con delega all'Educazione (da maggio 2012), amministratore indipendente di Finmeccanica spa (maggio 2012 - maggio 2014), componente della commissione Etica del CNR, consigliere di amministrazione della Tecnoinvestimenti S.p.A., presidente del Comitato Consultivo dell'ANVUR e membro del Comitato Consultivo Italia (Advisory Board Italy) dal 27 luglio 2015.
Al Future Forum 2013 di Udine, uscì la visione di Lo Bello sull'importanza di una trasformazione radicale nel sistema educativo e nella società italiana, in particolare sull'innovazione, il pensiero critico e l'apertura alle nuove tecnologie, in un paese immodificale "che vive un eterno presente".
Nell'aprile 2016 fu coinvolto in un'indagine della Procura di Potenza, nell'ambito della cosiddetta "inchiesta petrolio". L'inchiesta relativa al presunto coinvolgimento di figure istituzionali in Sicilia fu poi trasferita alla Procura di Roma per competenza territoriale e successivamente archiviata nel 2017.
A seguito di una malattia, si ritirò a vita privata. Scompare improvvisamente nel 2025, ad appena 62 anni, lasciando la moglie e le due figlie.
Tra le sue pubblicazioni più note c'è il libro Prodotto interno mafia (2011), scritto insieme a Pietro Grasso, Nicola Gratteri, Domenico Mogavero e Mosés Naím, che analizza i meccanismi e le connivenze del sistema mafioso nel contesto economico italiano.  Fu l'ideatore dell'Ortigia Festival di Siracusa per sei edizioni dedicato al teatro.